# Хенри (Небраска)
Хенри (енгл. Henry) град је у америчкој савезној држави Небраска.

## Демографија
По попису из 2010. године број становника је 106, што је 56 (-34,6%) становника мање него 2000. године.
| Група             | 2000.       | 2010.      |
| Белци             | 155 (95,7%) | 92 (86,8%) |
| Афроамериканци    | 1 (0,6%)    | 2 (1,9%)   |
| Азијати           | 0 (0,0%)    | 2 (1,9%)   |
| Хиспаноамериканци | 7 (4,3%)    | 7 (6,6%)   |
| Укупно            | 162         | 106        |